# 卡尔科福罗
卡尔科福罗（意大利语：Carcoforo），是意大利北部皮埃蒙特大区韦尔切利省的一个市镇。人口79(2010年12月31日)。